# Спондилодез
Спондилодез (spondylodesis; греч. spondylos «позвонок» + desis «связывание»)  — это вид хирургического вмешательства на позвоночник, направленное на обездвиживание смежных позвонков за счёт их сращивания.

## Основные типы спондилодеза
- Передний спондилодез

Разрез производится спереди,и хирург работает с телами позвонков и межпозвонковыми дисками. Чаще производится удаление межпозвонкового диска и внедрение костного трансплантата или металлической гильзы с трансплантатом, взятого у больного или донора. (См. Корпородез)
- Задний спондилодез

Разрез производится сзади, хирург работает с остистыми и поперечными отростками позвонков. Чаще в этом случае позвонки фиксируются металлическими имплантатами или конструкцией имплантатов.
В некоторых случаях необходимо комбинировать типы спондилодеза в зависимости от диагноза, возраста и состояния пациента.

## Основные показания
- Спинальный стеноз
- Спондилолистез
- Сколиоз
- Переломы и травмы позвонков

## Процесс осуществления
Перед проведением операции, помимо комплексного медицинского осмотра пациент должен пройти необходимые обследования:
- Магнитно-резонансная томография (МРТ)
- Рентгенологическое исследование
- Компьютерная томография (КТ)
- Миелограмма

При проведении операции применяется общая, а также спинальная анестезия.
Хирург открывает доступ к позвоночнику в нужном месте за счёт переднего или заднего разреза и раздвиганием мышц. Далее производится удаление межпозвонкового диска (дискэктомия) и внедрение костного трансплантата. При необходимости - фиксация костей металлическими фиксаторами (стержни, пластины, винты, крючки). 
В другом случае установка металлических фиксаторов производится сразу.